# Jan Wicik
Jan Wicik (ur. 14 maja 1906 w Szarleju, obecnie dzielnica Piekar Śląskich, zm. 22 czerwca 1995 w Chorzowie) – konstruktor lotniczy, powstaniec śląski.

## Życiorys
W trakcie nauki w Śląskich Technicznych Zakładach Naukowych w Katowicach ukończył szkolenie szybowcowe oraz kurs spadochronowy.
Jako piętnastolatek był kurierem w III powstaniu śląskim.
W 1922 roku zamieszkał w Chorzowie Starym oraz podjął pracę w biurze konstrukcyjnym inżyniera Cyrusa Sobolewskiego.
Dwa lata później powołany do wojska, służył w 2 Pułku Lotniczym w Krakowie, jako konstruktor awionetek. Samolot jego konstrukcji, pilotowany przez sierżanta Działowskiego, odniósł sukces w I Rajdowych Awionetkowych Ogólnopolskich Zawodach Sportowych.
Dwa lata po odbyciu służby wojskowej podjął pracę w modelarni huty „Pokój” w Nowym Bytomiu (obecnie Ruda Śląska). Udzielał się także jako instruktor w młodzieżowej modelarni lotniczej.
Już na emeryturze, na którą przeszedł w 1971 roku, zaprojektował trzy modele lotni napędzanych mięśniami. Wśród pasjonatów lotnictwa nazywany był „Latającym Dziadkiem”. Brał udział w zlotach i zawodach lotniarzy. regularnie uczestniczył w obozach lotniarskich organizowanych w Olsztynie.
Jego pasją było także kajakarstwo, aż do późnych lat życia wielokrotnie uczestniczył w spływach kajakowych po Dunajcu.
Zmarł 22 czerwca 1995 roku w Chorzowie.